# Philipp Mitteröcker
Philipp Mitteröcker (* 1976 in Wien) ist ein österreichischer Anthropologe, Biologe, und Statistiker. Er ist Professor für Biostatistik und Biometrie am Dept. für Evolutionsbiologie der Universität Wien und Präsident des Konrad Lorenz Instituts für Evolutions- und Kognitionsforschung (KLI).

## Werdegang
Philipp Mitteröcker maturierte an der Höheren Technischen Lehranstalt Donaustadt im Fachbereich Informatik und studierte ab 1995 Humanbiologie an der Universität Wien, wo er 2001 mit einem Diplom (Magister) abschloss. Anschließend absolvierte er ein Doktoratsstudium in biologischer Anthropologie und war Lektor an der Universität Wien. Nach dem Doktorat 2007 war Mitteröcker postdoctoral fellow am Konrad Lorenz Institut für Evolutions- und Kognitionsforschung (KLI) in Altenberg. 2009 kehrte er als Assistenzprofessor im Dept. für Theoretische Biologie an die Universität Wien zurück, wo er sich 2011 im Fach Theoretische Biologie habilitierte.
Mitteröcker unterrichtet an der Universität Wien und der Universität Graz.
Seine Forschungsinteressen konzentrieren sich auf den evolutionären Ursprung der menschlichen und tierischen Anatomie, der evolutionären Medizin und der biologischen Anthropologie. Darüber hinaus hat er methodische Beiträge zur Morphometrie, multivariaten Biostatistik und quantitativen Genetik geleistet.

## Publikationen
Philipp Mitteröcker veröffentlichte ca. 80 wissenschaftliche Artikel in internationalen Fachmagazinen, darunter:
- P. Mitteroecker, P. Gunz, M. Bernhard, K. Schaefer, F. L. Bookstein: Comparison of cranial ontogenetic trajectories among hominoids. In: Journal of Human Evolution. Band 46, Nr. 6, 2004, S. 679–698
- P. Mitteroecker, P. Gunz, F. L. Bookstein: Heterochrony and geometric morphometrics: A comparison of cranial growth in Pan paniscus versus Pan troglodytes. In: Evolution & Development. Band 7, 2005, S. 244–258
- P. Mitteroecker, S. Huttegger: The Concept of Morphospaces in Evolutionary and Developmental Biology: Mathematics and Metaphors. In: Biological Theory. Band 4, Nr. 1, 2009, S. 54–67
- C. Mayer, B. D. Metscher, G. B. Müller, P. Mitteroecker: Studying developmental variation with geometric morphometric image analysis (GMIA). In: PLoS ONE. Band 9, Nr. 12, 2014, e115076
- B. Fischer, P. Mitteroecker: Covariation between human pelvis shape, stature, and head size alleviates the obstetric dilemma. In: PNAS. Band 112, Nr. 18, 2015, S. 5655–5660
- P. Mitteroecker, J. M. Cheverud, M. Pavlicev: Multivariate analysis of genotype-phenotype association. In: Genetics. Band 202, Nr. 4, 2016, S. 1345–1363
- P. Mitteroecker, S. Huttegger, B. Fischer, M. Pavlicev: Cliff edge model of obstetric selection in humans. In: PNAS. Band 113, Nr. 51, 2016, S. 14680–14685
- P. Mitteroecker, S. Windhager, M. Pavlicev: The cliff edge model predicts intergenerational predisposition to dystocia and Caesarean delivery. In: PNAS. Band 114, Nr. 44, 2017, S. 11669–11672
- P. Mitteroecker: How human bodies are evolving in modern societies. In: Nature Ecology & Evolution Band 3, 2019, S. 324–326
- M. Pavličev, R. Romero, P. Mitteroecker: Evolution of the human pelvis and obstructed labor: New explanations of an old obstetrical dilemma. In: American Journal of Obstetrics and Gynecology Band 222, 2020, S. 3–16
- S. Neubauer, P. Gunz, N. A. Scott, J.-J. Hublin, P. Mitteroecker: Evolution of brain lateralization: a shared hominid pattern of endocranial asymmetry is much more variable in humans than in great apes. In: Science Advances 2020